# Teleklos
Teleklos (grekiska: Τήλεκλος, "det välbekante") var en spartansk kung och enligt Herodotos den åttonde i ordningen av de agiadiska kungarna och tros ha regerat mellan omkring 760 f.Kr. och 740 f.Kr.

## Biografi
Teleklos var son till Archelaos och tillträdde tronen efter att fadern stupat i kriget mot Arkadien. Teleklos tid på tronen tycks ha varit en period av spartansk expansion. Han ärvde kriget mot arkaderna av sin far och enligt Pausanias återerövrades och raserades under Teleklos tid städerna Pharis, Geranthrai och Amyklai. Dessa städer och dess befolkning, vilka tidigare haft status spartanska perioiker löd vid tiden under arkadiskt beskydd. Invånarna i Pharis och Geranthrai skall enligt Pausanias ha tagit till flykten i panik när de såg den doriska hären närma sig. Senare tilläts de under fri lejd lämna Peloponnesos. Invånarna i Amyklai satte sig emellertid till motvärn och den spartanska styrkan under Teleklos kunde inta staden först efter en långdragen strid under vilken amyklaierna vid flera tillfällen utmärkte sig själva. Efter striden lät Teleklos resa en trofé vilken erkände storheten i deras motstånd.
Under Teleklos ledning lät man också besätta de messeniska städerna Popiessa, Eschiai och Tragium med invånare från Nedon.
Under Teleklos regeringstid blev Nikandros kung av det eurypontidiska ätten.

## Incidenten vid Limnatis och Teleklos död
Vid den här tiden låg på gränsen mellan Messenien och Sparta ett tempelområde kallat Limnatis ("vid sjön") tillägnat Artemis. Området delades enligt Pausanias av messenierna och spartanerna. Övriga doriska folk hade inte tillträde. Enligt den spartanska versionen av berättelsen hade vid ett tillfälle spartanska jungfrur kommit till helgedomen. Där blev de enligt berättelsen skändade av messeniska män. Teleklos som var närvarande försökte stoppa övergreppet med dödades i det tumult som uppstod. De spartanska ungmöer som våldtagits skall därefter ha tagit sitt eget liv till följd av dem skam som lagts på dem.
Den messeniska förklaringen till händelserna var dock en annan. Enligt dem hade spartanerna förberett en komplott mot de framstående messeniska män som vid tillfället befann sig vid Artemishelgedomen. Teleklos skulle ha valt ut ett antal skägglösa spartanska ynglingar och klätt ut dem till unga kvinnor. Beväpnade med knivar beblandade sig dessa därefter med messenierna när dessa vilade sig. Tilltaget upptäcktes dock varpå messenierna dödade både ynglingarna och Teleklos. Spartanerna som planerat detta i samråd begärde inte heller, trots att deras kung dödats, upprättelse efter händelserna.
Ett altare restes efter händelserna till heron Teleklos minne i Sparta. Händelserna vid Limnatis kom senare, under Alkamenes styre, att användas som casus belli till det första Messeniska kriget.
Teleklos efterträddes av sin son Alkamenes.